# Sydney Smith (tennisspelare)
Sydney Howard Smith, född 3 februari 1872 i Stroud, Gloucestershire, död 27 mars 1947 på samma plats, var en brittisk tennis- och badmintonspelare som var aktiv under åren runt förra sekelskiftet (1800-1900).
Sydney Smith var elitspelare i både badminton och tennis, trots att han hade problem med ett ben, som han var tvungen att vid spel staga upp med en metallskena. Han vann engelska mästerskapen i badminton 1900. 
Som tennisspelare vann han tillsammans med Frank Riseley två gånger (1902 och 1906) dubbeltiteln i Wimbledonmästerskapen. Båda gångerna finalbesegrade de brödraparet Reginald Doherty och Laurie Doherty. Åren dessemellan (1903-1905) möttes också samma spelare i Wimbledonfinalen, men då med Dohertys som segrare. Smith spelade också singelfinal i mästerskapen 1900, som han förlorade mot Reginald Doherty som vann med 6-8 6-3 6-1 6-2.    
Säsongerna 1905 och 1906 deltog Smith i det brittiska Davis Cup-laget. Båda säsongerna vann laget världsfinalen över USA, varvid Smith besegrade spelare som Holcombe Ward, William Larned och William Clothier.
På grund av sitt handikapp föredrog Smith att spela baslinjespel. Han kompenserade sin bristande rörlighet med kraftfulla, framförallt på forehandsidan, grundslag. Forehandsslaget var fruktat av motståndarna. Han slog det med full kraft, platt utan spin, och slaget fick benämningen "Smith Punch".

## Titlar iGrand Slam-turneringar
- Wimbledonmästerskapen
  - Dubbel - 1902, 1906 (tillsammans med Frank Riseley)